# جوئل جوآن
جوئل جوآن (کاتالونیایی: Joel Joan؛ تلفظ کاتالان: [ʒuˈɛl ʒuˈan]؛ زادهٔ ۲ نوامبر ۱۹۷۰) یک کارگردان فیلم، هنرپیشه، و فیلم‌نامه‌نویس اهل اسپانیا است.
از فیلم‌ها یا برنامه‌های تلویزیونی که وی در آن نقش داشته‌است می‌توان به سالوادور و سوپ تورتیا اشاره کرد.